# Station Czerna Mała
Station Czerna Mała is een spoorwegstation in de Poolse plaats Czerna.